# Grumia
Grumia is een geslacht van vlinders van de familie Uilen (Noctuidae), uit de onderfamilie Noctuinae.

## Soorten
- G. carriei Boursin, 1963
- G. flora Alphéraky, 1892
- G. krausei Boursin, 1963
- G. rubicosta Chen, 1982